# Kabetogama Ranger Station District
Pour les articles homonymes, voir Kabetogama.
Le Kabetogama Ranger Station District est un district historique du comté de Saint Louis, dans le Minnesota, aux États-Unis. Protégé au sein du parc national des Voyageurs, ce district dans le style rustique du National Park Service est inscrit au Registre national des lieux historiques depuis le 18 juin 1993. Il comprend un office de tourisme du National Park Service, le Kabetogama Lake Visitor Center, sans que celui-ci soit une propriété contributrice au district.